# 7355-ös mellékút (Magyarország)
A 7355-ös számú mellékút egy több mint 13 kilométer hosszú, négy számjegyű országos közút Zala vármegye és Vas vármegye határvidékén, a Kemenesalja területén. Zala vármegye északi részének legfontosabb kelet-nyugati összekötő útját, a Sümegtől Zalaegerszegig húzódó 7328-as utat kapcsolja össze a 8-as főúttal.

## Nyomvonala
A 7328-as útból kiágazva veszi kezdetét, kevéssel annak 15,400-as kilométerszelvénye előtt, a Zala vármegye legészakibb részén fekvő Türje központjában. Észak felé indul, Széchenyi István utca néven, majd bő 1 kilométer után elhagyja a település lakott területét és ugyanott keresztezi a MÁV 25-ös számú Bajánsenye–Zalaegerszeg–Ukk–Boba-vasútvonalát, Türje megállóhely északkeleti szélén. Fokozatosan északnyugati irányba fordul, majd újból északabbi irányt vesz. Így halad egészen Türje és egyben Zala vármegye közigazgatási határáig, amit majdnem pontosan az ötödik kilométerénél ér el.
Innen a Vas vármegyei Bögöte területén halad tovább, de továbbra is hosszú szakaszon külterületen: csak a 11. kilométerénél éri el a község legdélebbi házait. Ott a Szabadság utca nevet veszi fel, úgy húzódik a falu északi széléig, amit 12,4 kilométer megtétele után ér el. Ott keletnek fordul, és a Rákóczi utca nevet veszi fel, nyugati irányban pedig a rövidke 7366-os út indul ki innen, amely Hosszúperesztegre vezet. 13. kilométere után, a bögötei Horváth-kastély mellett elhaladva az út ismét északnak fordul, és így ér véget Bögöte–Felsőmajor külterületi településrész közelében, becsatlakozva a 8-as főútba, annak 123,550-es kilométerszelvényénél.
Teljes hossza, az országos közutak térképes nyilvántartását szolgáló kira.gov.hu adatbázisa szerint 13,651 kilométer.